# Alcalde de Santander
El alcalde de Santander es el encargado de presidir el Ayuntamiento de Santander, municipio de la capital de la comunidad autónoma de Cantabria (España). Tras la renuncia de  Íñigo de la Serna en noviembre de 2016 debido a su nombramiento como ministro de Fomento y el ejercicio en funciones de César Díaz durante unos días, Gema Igual es la 
actual encargada de ejercer el cargo, siendo la primera mujer que ocupa el puesto, cargo que además revalidó en las urnas tras las elecciones municipales de mayo de 2019.

## Lista de alcaldes
El listado de alcaldes de Santander desde la concesión del título de ciudad a mediados del siglo XVIII hasta la actualidad es el siguiente:

### sigloXVIII

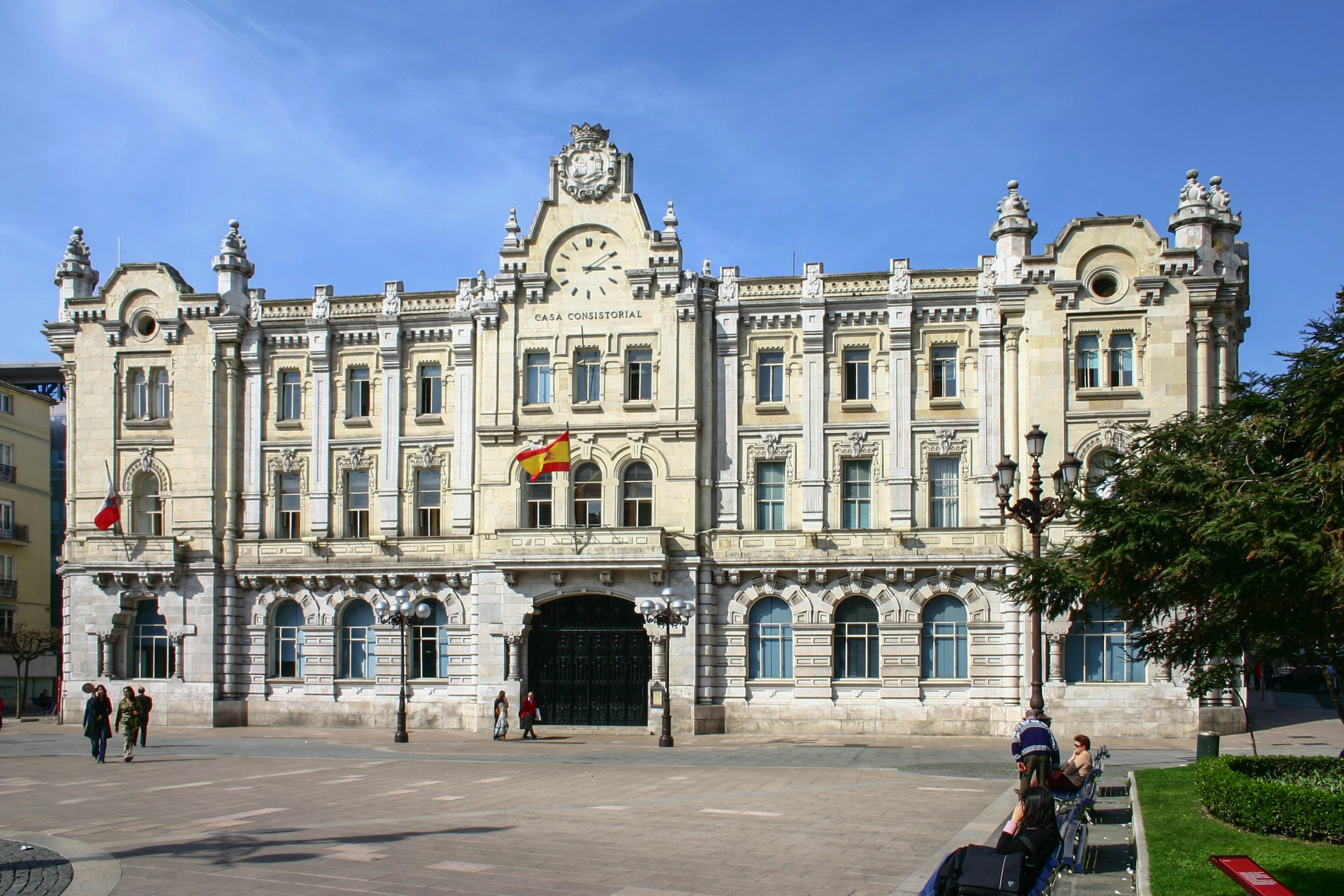
Casa consistorial, sede del Ayuntamiento de Santander

- Joaquín Pérez de Cossío (1755-1757)
- Francisco Xavier Ibáñez Camus, marqués de Balbuena (1757)
- Francisco de Campuzano, conde de Mansilla (1758)
- Francisco Xavier Ceballos Guerra (1759)
- Juan Manuel de Palazuelos (1760)
- Manuel de Estrada (1761-1762)
- Fernando de Lienzo (1763-1764)
- Juan de Aguirre (1764-1770)
- Marqués de Conquista Real (1770-1771)
- Antonio Fernández de Estrada (1772-1773)
- José Antonio del Mazo (1774-1776)
- Manuel de Estrada (1777-1778)
- Bernardo de Velasco (1779-1784)
- Fernando de Velasco y Montoya (1784)
- Joaquín Pérez de Cossío (1785)
- Joaquín Prieto Isla (1786)
- Fernando de Velasco y Montoya (1787)
- Joaquín Pérez de Cossío (1788)
- José Gutiérrez Palacio (1789-1791)
- Joaquín Pérez de Cossío (1792-1793)
- José Oruña Pumarejo (1794-1795)
- Manuel de Estrada (1796-1797)
- José de la Sota y Arce (1798-1799)

### sigloXIX
- Francisco Xavier de Vial (1800-1801)
- José de la Pedrueca Cantolla (1802-1803)
- José de la Sota y Arce (Renunció por tener más de 70 años, y fue sustituido por Manuel de la Fuente)
- Manuel de la Fuente (1804)
- Pedro de Assas Castillo (Renunció por el fuero militar, y fue sustituido por Juan Antonio Gutiérrez)
- Juan Antonio Gutiérrez (1805)
- Sebastián de Aldama (1805-1807)
- Bonifacio Rodríguez de la Guerra (1808-1813) (Hasta la terminación de la Guerra de la Independencia)
- Lorenzo Gómez (1813)
- Juan Antonio de la Cuesta (1814) (Extinguidos los Ayuntamientos constitucionales, se nombró de Real Orden a Nicolás de Ajeo)
- Nicolás de Ajeo (1814-1815)
- Conde de Campogiro (1816-1817)
- José de Legarra (1818-1819)
- Juan Manuel Velarde (1820) (Ostentó el cargo poco tiempo, pues, como consecuencia del levantamiento de Riego, se forman los Ayuntamientos como estaban en 1814, nombrándose a Lorenzo de la Cuesta y Torre)

## Trienio Liberal (1820-1823)
- Lorenzo de la Cuesta y Torre (1820-1821)
- Juan de Carredano (1822)
- José Sañudo Pérez (1823) (Al entrar el Ejército de la Fe, se restauran los Ayuntamientos como estaban en 1814, nombrándose a Juan Manuel Velarde)

## Década Ominosa (1823-1833)
- Juan Manuel Velarde (1823)
- José de Legarra (1823-1824)
- José Antonio de Rábago (1825)
- Cosme Martínez (1825-1828) (José Antonio de Rábago es sustituido en 1825 por Cosme Martínez, que desempeña la vara en 1825, 1826 y 1827. En 1828 se dicta un Auto Real, por el que se declara no debe restablecerse en esta ciudad el empleo de Alcalde ordinario, según el espíritu de la Real Orden de 23 de febrero, volviéndose al sistema de Corregidores que tenían a cargo de alcaldes mayores. La segunda jerarquía municipal quedaba vinculada en los procuradores generales que son, a partir de 1828, los siguientes...)
- José Antonio de Rábago (1828-1829)
- Marqués de Villatorre (1830)
- Joaquín José de Bolado (1831)
- José Pérez Marañón (1831-1832)
- Antonio Labat (1833)
- José María Ortiz de la Torre (1833-1834) (Como Regente, regidor decano en funciones de alcalde. En 1834 se promulgó el Estatuto Real).

## Reinado de Isabel II (1833-1868)
- Félix de Aguirre (1835-1836) (Alcalde de Real Orden en 1835 y 1836)
- José Ortiz de la Torre (1837) (Primer alcalde constitucional)
- Félix de Aguirre (1838)
- Manuel Crespo López (1838)
- José María López-Dóriga (1839)
- Félix de Aguirre (1840)
- Vicente Trueba y Cossío (1841)
- Cornelio de Escalante (1842) (Destituido y reemplazado por Franciso Joaquín Gutiérrez)
- Francisco Joaquín Gutiérrez (1842)
- Juan de la Pedraja (1843-1846) (Elegido alcalde como consecuencia de la reorganización de los Ayuntamientos en 1843)
- Francisco Sánchez de Porrúa (1846) (Alcalde constitucional; es sustituido el mismo año por Agustín de la Cuesta)
- Agustín de la Cuesta (1846-1847) (De nombramiento real)
- Manuel Crespo López (1848) (Se le exime y queda provisionalmente el Marqués de Villatorre)
- Marqués de Villatorre (1848-1849)
- Juan de Abarca (1850-1851)
- Luis Gallo Alcántara (1852-1854) (De Real Orden, en 1852, 1853 y 1854; sustituido en el mes de julio, como consecuencia del pronunciamiento por Manuel Toca)
- Manuel Toca (1854)
- Felipe Díaz (1855-1856) (Alcalde constitucional)
- Marqués de Montecastro (1856) (Sustituido por Antonio Cortiguera)
- Antonio Cortiguera (1856)
- Victoriano Pérez de la Riva (1857-1858)
- Santiago Sautuola (1859-1862)
- Cornelio de Escalante (1863-1866)
- Juan Pombo Conejo (1867) (Establecida la Alcaldía Corregimiento, Pombo ejerce, como primer teniente de alcalde, de aquel año y en 1868, hasta la revolución de septiembre, en que los Ayuntamientos vuelve a regirse por la Ley de febrero de 1823, siendo elegido Joaquín Castanedo)

## Sexenio Democrático(1868-1874)
- Joaquín Castanedo (1868-1871)
- Prudencio Sañudo Fernández y Pelilla (1872-1873) (Proclamada la I República es elegido Santiago Zaldívar)
- Santiago Zaldívar (1873)
- Ignacio Pérez de las Cuevas (1874)
- Antonio Fernández Castañeda (1874)

## Restauración borbónica (1874-1923)
- José Ramón López-Dóriga y Vial (1874-1876)
- Francisco de Hazas, marqués de Hazas (1877) (Suspendido el Ayuntamiento por decisión gubernativa, es elegido Felipe Díaz)
- Felipe Díaz (1877-1879)
- Francisco de Hazas, marqués de Hazas (1879) (Renuncia y es sustituido por Tomás Celedonio)
- Tomás Celedonio de Agüero y Góngora (1879) (Dimitido el Ayuntamiento el mismo año es nombrado Andrés Montalvo)
- Andrés Montalvo (1879-1881) (Por Real Orden)
- Lino de Villa Ceballos (1881-1883)
- Martín de Vial (1884-1885)
- Marcelino Menéndez Pintado (1885-1886) (Dimite y es sustituido por Antonio Vázquez)
- Antonio Vázquez (1886) (Por Real Orden, sustituido también por Real Orden el mismo año por Juan Trueba Torre)
- Juan Trueba Torre (1886-1887)
- Justo Colongues Klint (1888-1889)
- Mario Martínez Peñalver (1890) (Dimitido en julio del mismo año, le sustituye, de Real Orden, Francisco Javier Aparicio)
- Francisco Javier Aparicio (1890-1891)
- Francisco Pedraja Gargollo (1891) (De Real Orden)
- José Zumelzu Aja (1891-1892) (De Real Orden)
- Fernando Lavín Casalís (1892-1893)
- José María González Trevilla (1894-1898) (Renunció y fue sustituido por José Piñal Echeguren)
- José del Piñal Echeguren (1898-1899)
- Ricardo Horga (1899-1900) (De Real Orden)
- Joaquín Presmanes (1901)
- Pedro San Martín Riva (1902)
- Luis López-Dóriga y Meseguer (1903)
- Luis Martínez Fernández (1903-1904)
- Ricardo Horga (1905)
- Pedro Bustamante Frande (1905-1906)
- Luis Martínez Fernández (1907-1908)
- Francisco Escajadillo (1909)
- Pedro San Martín Riva (1909-1911)
- Ángel Lloreda Mazo (1911-1912)
- José Gómez y Gómez (1913-1914)
- Juan José Quintana Trueba (1915)
- Vidal Gómez Collantes (1916)
- Rafael Botín y Sánchez de Porrúa (1917)
- Eduardo Pereda Elordi (1918-1919)
- Luis Pereda Palacio (1920-1921)
- Fernando López-Dóriga (1922)
- Pedro Álvarez San Martín (1923) (La Dictadura de Primo de Rivera destituye el Ayuntamiento y nombra a Nicasio de Cospedal y Jorganes)

## Dictadura de Miguel Primo de Rivera (1923-1931)
- Nicasio de Cospedal y Jorganes (1923-1924)
- Rafael de la Vega Lamera (1925-1928)
- Fernando Barreda y Ferrer de la Vega (1928-1929)
- Manuel Lainz y Ruiz del Pumar (1930)[2][3]
- Fernando López-Dóriga (1930)[2] (La II República destituye al Ayuntamiento y nombra otro carácter popular, presidido por Macario Rivero González)

## Segunda República (1931-1937)
| Inicio                  | Fin                     | Alcalde                        | Partido |
| ----------------------- | ----------------------- | ------------------------------ | ------- |
| 14 de abril de 1931     | 2 de junio de 1932      | Macario Rivero                 | PSOE    |
| 2 de junio de 1932      | 9 de junio de 1932      | Isidro Mateo                   | PRR     |
| 9 de junio de 1932      | 27 de marzo de 1934     | Eleofredo García               | AR      |
| 27 de marzo de 1934     | 22 de junio de 1934     | Ramón Ruiz Rebollo             | AR / IR |
| 22 de junio de 1934     | 7 de junio de 1935      | Teodoro Gerez                  | PRR     |
| 7 de junio de 1935      | 17 de junio de 1935     | Roberto Bustamante Hereña      | AP      |
| 17 de junio de 1935     | 20 de diciembre de 1935 | Herminio Villegas              | AP      |
| 20 de diciembre de 1935 | 22 de febrero de 1936   | Ernesto Alday                  | PRR     |
| 22 de febrero de 1936   | 28 de febrero de 1936   | Eleofredo García               | IR      |
| 28 de febrero de 1936   | 2 de febrero de 1937    | Ernesto del Castillo Bordenabe | UR      |
| 2 de febrero de 1937    | 24 de agosto de 1937    | Cipriano González              | PSOE    |

## Período franquista (1937-1979)
- Emilio Pino Patiño (1937-1944) (Es destituido en 1944 y nombrado Alberto Dorao y Díez Montero)
- Alberto Dorao y Díez Montero (1944)
- José María Arrarte (1944)
- Alberto Abascal Ruiz (1944-1946)
- Manuel González-Mesones y Díaz (1946-1967) (Alcalde que más tiempo ocupó el cargo)
- Máximo Fernández-Regatillo y Basave (1967-1970)
- Alfonso Fuente Alonso (1970-1974)
- Marino Fernández-Fontecha y Saro (1974-1975)
- Alfonso Fuente Alonso (1976-1977)
- Juan Hormaechea Cazón (1977-1979) (En 1979 cesó con motivo de las elecciones municipales, siendo reelegido el día 19 de abril de 1979. Más tarde volvería a ser reelegido al frente de la Coalición Popular en calidad de independiente).
- José Antonio Vierna (1979) (Como Teniente Alcalde, en abril es nombrado Alcalde sustituyendo a Juan Hormaechea desde su cese para poder presentarse a las elecciones municipales hasta su nueva elección en julio de 1979)

## Monarquía parlamentaria (1979-actualidad)
| Inicio                  | Fin                     | Alcalde           | Partido                             |
| ----------------------- | ----------------------- | ----------------- | ----------------------------------- |
| 19 de abril de 1979     | 24 de junio de 1987     | Juan Hormaechea   | UCD/independiente en la lista de CP |
| 24 de junio de 1987     | 23 de junio de 1995     | Manuel Huerta     | AP/PP                               |
| 23 de junio de 1995     | 16 de junio de 2007     | Gonzalo Piñeiro   | PP                                  |
| 16 de junio de 2007     | 4 de noviembre de 2016  | Íñigo de la Serna | PP                                  |
| 4 de noviembre de 2016  | 17 de noviembre de 2016 | César Díaz        | PP                                  |
| 17 de noviembre de 2016 | En el cargo             | Gema Igual        | PP                                  |

## Curiosidades
- El total de alcaldes citados en el listado anterior asciende a 144, en un período algo superior a 250 años.

- El apellido López-Dóriga aparece en el listado cinco veces, repartido entre el siglo XIX y XX.

- Alcaldes que han ocupado el cargo varias veces de manera no continuada: Manuel de Estrada (3 veces), Félix de Aguirre (3 veces), José de la Sota y Arce (2 veces), Marqués de Villatorre (2 veces), Francisco de Hazas (2 veces), Manuel Crespo López (2 veces), Joaquín Pérez de Cossío (2 veces), Marqués de Haza (2 veces), Felipe Díaz (2 veces), Elofredo García (2 veces), Alfonso Fuente Alonso (2 veces), Luis Martínez Fernández (2 veces), Pedro San Martín Riva (2 veces), Ricardo Horga (2 veces) y Juan Hormaechea (2 veces).

- Primer alcalde constitucional: José Ortiz de la Torre (1837; durante la Regencia de María Cristina de Borbón-Dos Sicilias)

- El alcalde que más tiempo ocupó el cargo: Manuel González-Mesones y Díaz (1946-1967, durante la dictadura franquista).

- El alcalde que menos tiempo ocupó el cargo: Ernesto Alday (1936) (Ocupa el cargo solamente 24 horas al estallar la Guerra Civil).
- Desde la restauración de la democracia en la Transición, todos los alcaldes de Santander han pertenecido a partidos conservadores. El último alcalde progresista que ocupó el cargo fue el socialista Cipriano González López que gobernó durante la Guerra Civil.
- En noviembre de 2016 Gema Igual Ortiz se convirtió en la primera mujer en ocupar el cargo de alcaldesa de Santander tras sustituir al ministro y exalcalde Íñigo de la Serna.